# Kilroy was here

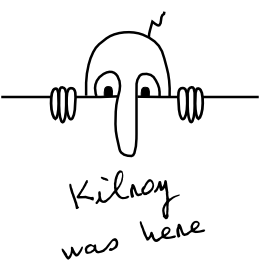
Exempel på en Kilroy-figur.

Kilroy was here är en amerikansk graffitifras. Under andra världskriget började frasen dyka upp överallt där de amerikanska trupperna fanns. Det ritades ofta även en bild föreställande ett ansikte med lång näsa, två stora runda ögon med stora pupiller, som tittade fram över ett plank eller bara en linje som skulle representera ett plank. Inget mer kunde skönjas av denna figur, förutom att ibland syntes även fingrarna som höll fast i planket.

## Ursprung
Bilden av Kilroy är ganska allmänt känd, men dess ursprung är inte lika tydlig. 1946 hade det amerikanska transportorganet Transit Association ett radioprogram som hette Speak to America. I det programmet utlystes en tävling i ett försök att lösa mysteriet med Kilroys ursprung. Tävlingen resulterade i att man fann James J. Kilroy från Massachusetts. Att just denna person och hans historia skulle vara ursprunget till fenomenet Kilroy was here, är det många som anser vara det mest troliga även idag.

### James J. Kilroy
James J. Kilroy var en fartygsinspektör vid Fore River-varvet i Quincy, delstaten Massachusetts, USA. Det var hans ansvar att kontrollera alla nitare och se hur många nithål de hade nitat i skrovet varje dag. För att undvika att räkna nitarna två gånger, åt oärliga nitare, och som ett bevis till chefen började han markera det han hade räknat med texten Kilroy was here på insidan av fartygsskrovet som byggdes. Han använde en väl synlig gul krita, och på det viset såg inspektörerna på de andra skiften vad han hade räknat och betalade inte nitarna för jobb de inte hade utfört.

### Fenomenets spridning
När väl fartyget togs i bruk och transporterade amerikanska trupper ut i världen, var denna fras redan ett mysterium. Att denna fras fanns just där på denna underliga plats, och dessutom att alla till sist hade sett den, byggde på mysteriet ännu mer. Det enda som de gemensamt kunde vara överens om var att Kilroy, vem det nu var, hade varit där först. Mer på skämt så började de amerikanska trupperna sprida ut graffiti var den än landsattes och ville visa att de redan varit där, eller rättare sagt att Kilroy redan hade varit där.
Vad än ursprunget är så blev Kilroy snabbt den amerikanska supersoldaten som alltid redan hade varit överallt dit trupper skickades. Utmaningen blev att placera denna lilla bild och fras på de mest otroliga platser som kunde tänkas.
Trots den enorma utbredningen av Kilroy-fenomenet, så finns det inga konkreta bevis för när eller var det började, inte heller av vem eller i vilket land; USA, England eller Kanada. I England har själva bilden gått under namnet Chad, men med frasen Wot no...?. Den streckade linjen skulle fyllas i med vad det nu var som det var brist på för tillfället eller det som var ransonerat. Oxforduniversitets engelska uppslagsverk påstår att Chads ursprung är otydligt, men att den brittiske tecknaren George Edward Chatterton kan ha skapat den. Även om historien om James J. Kilroy är den mest troliga till ursprunget så finns det möjliga bevis för att denna fras fanns före andra världskriget.
Även om Chad var populär i England, precis som Kilroy var i den amerikanska armén, så har ingen, förutom James J. Kilroy, tillkännagivit sig som upphovsman, även om det fanns 26 soldater med namnet Kilroy under andra världskriget. Det fanns även en kanadensisk version känd som Clem, och i slutet av 1960-talet en version i Los Angeles, Kalifornien, som gick under namnet Overby.

## Omtalade platser

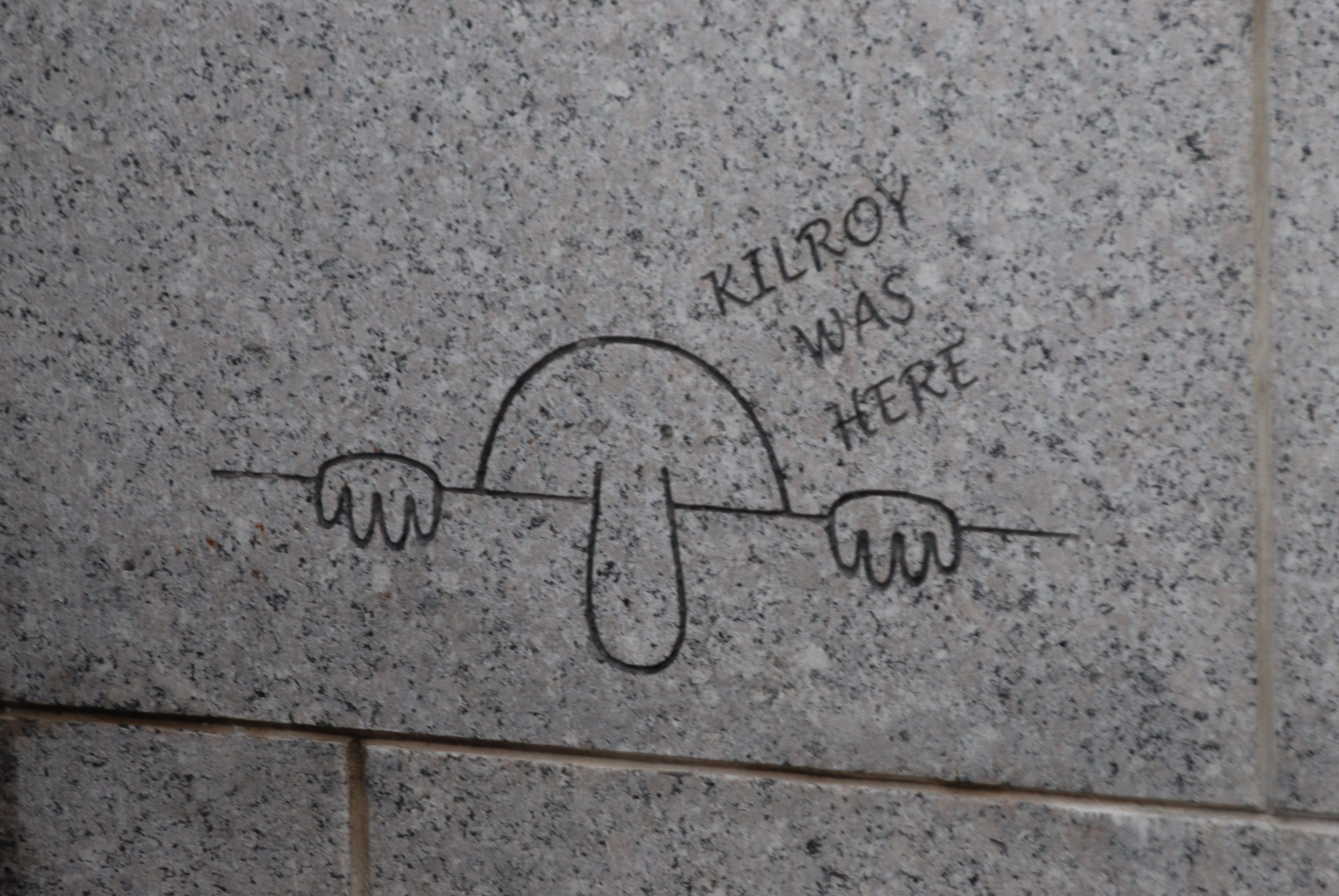
Kilroy på ett monument från andra världskriget.

Enligt författaren Charles Panati antas[källa behövs] Kilroy was here finnas markerat: på toppen av Mount Everest, på Frihetsgudinnans fackla, på undersidan av Triumfbågen i Paris, på Marco Polo-bron i Kina, på hyddor i Polynesien, på en av George Washington-brons balkar i New York, i dammet på månen. Panati skrev[källa behövs] också att ett dass blev byggt i samband med Potsdamkonferensen i juli 1945 för att användas exklusivt av Roosevelt, Stalin och Churchill. Den första av dessa tre att använda denna facilitet var Stalin. När han återkom till de övriga så hörde en tolk honom säga: Vem är Kilroy?

### Fotnoter
1. ↑  Who is Kilroy? The New York Times, Jan. 12, 1947, s. 30. (Den autentiske James J. Kilroy, Halifax, Mass., berättar sin egen historia.)